# Haus auf der Höhe

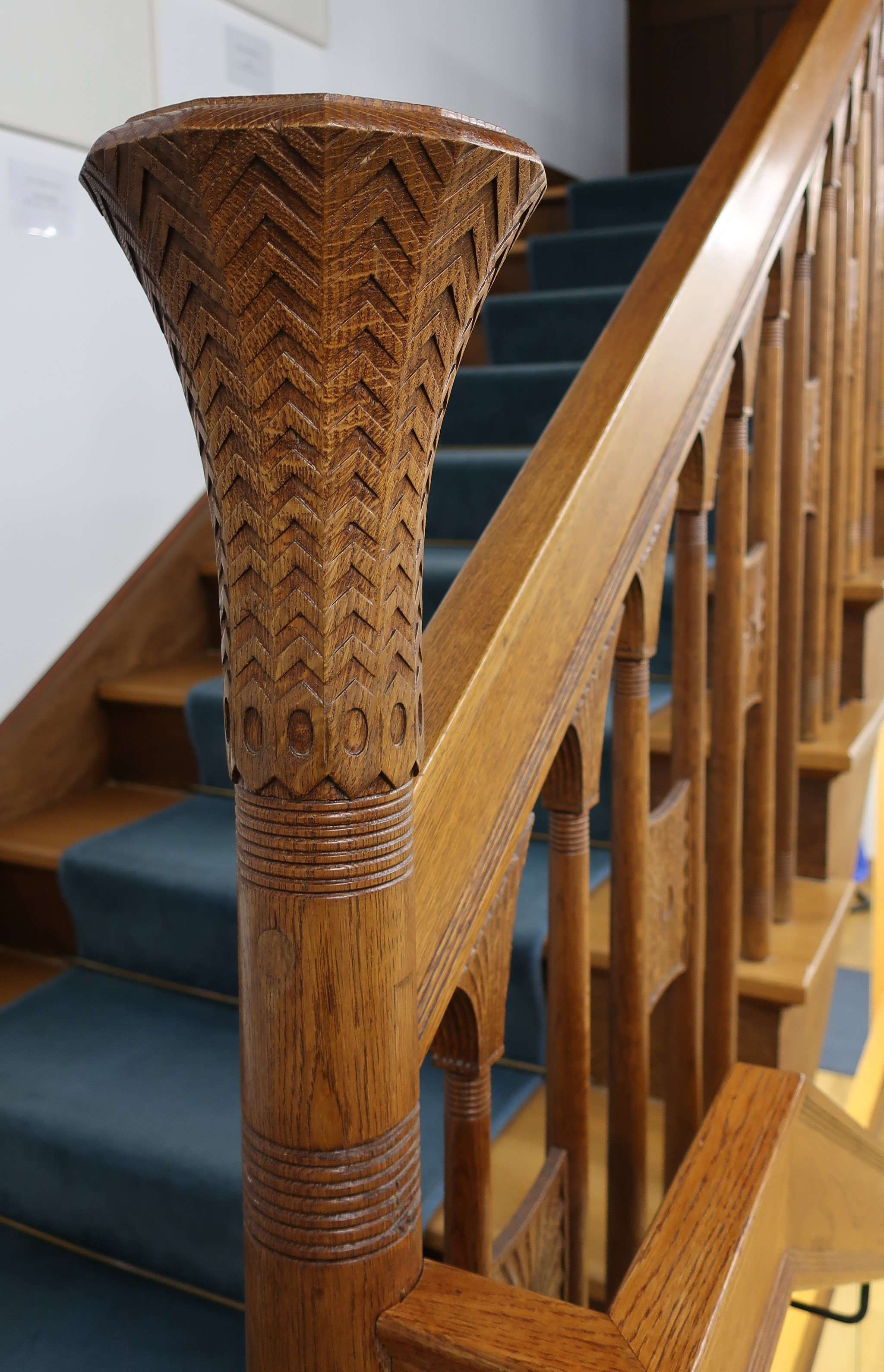
Detail

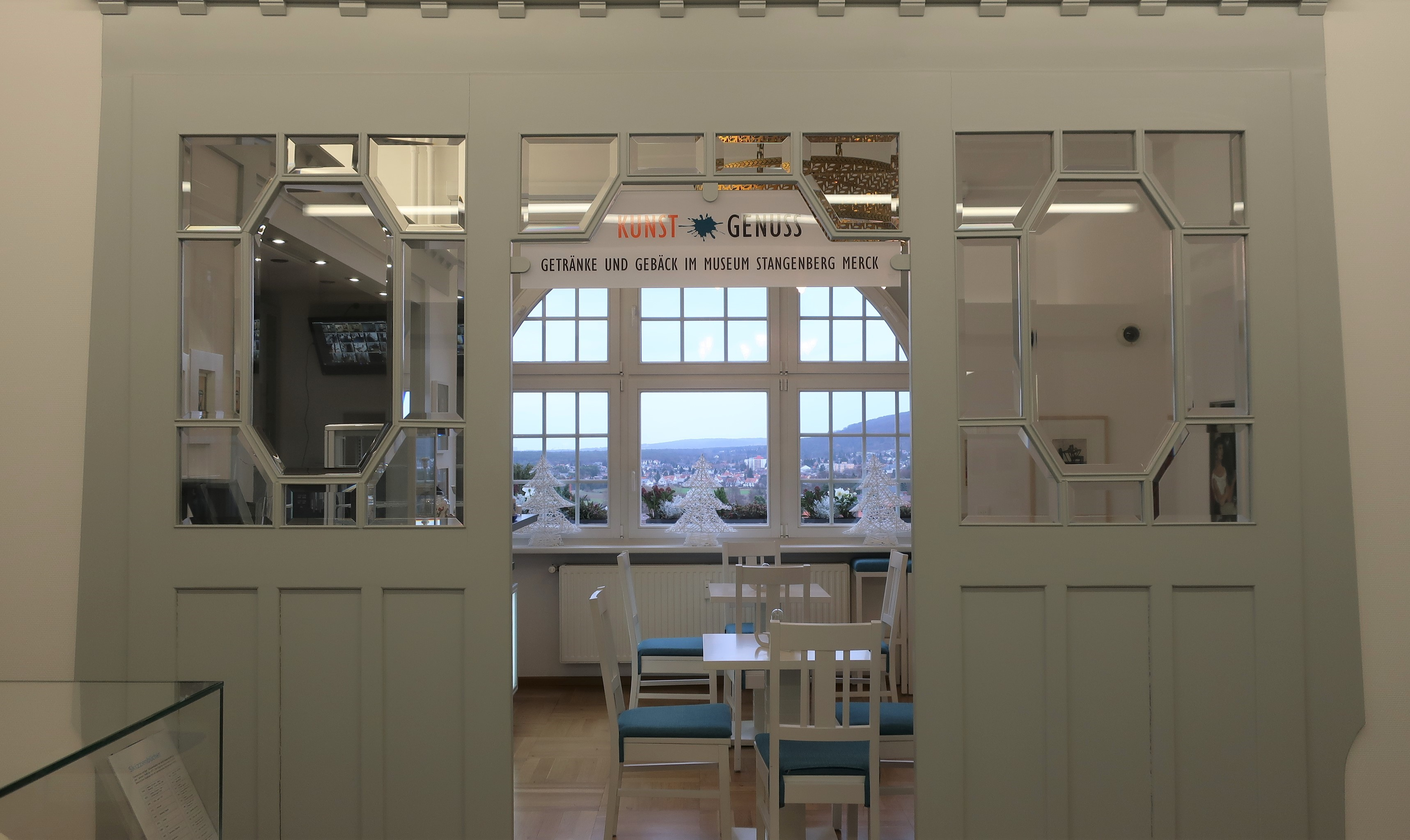
Innenraum

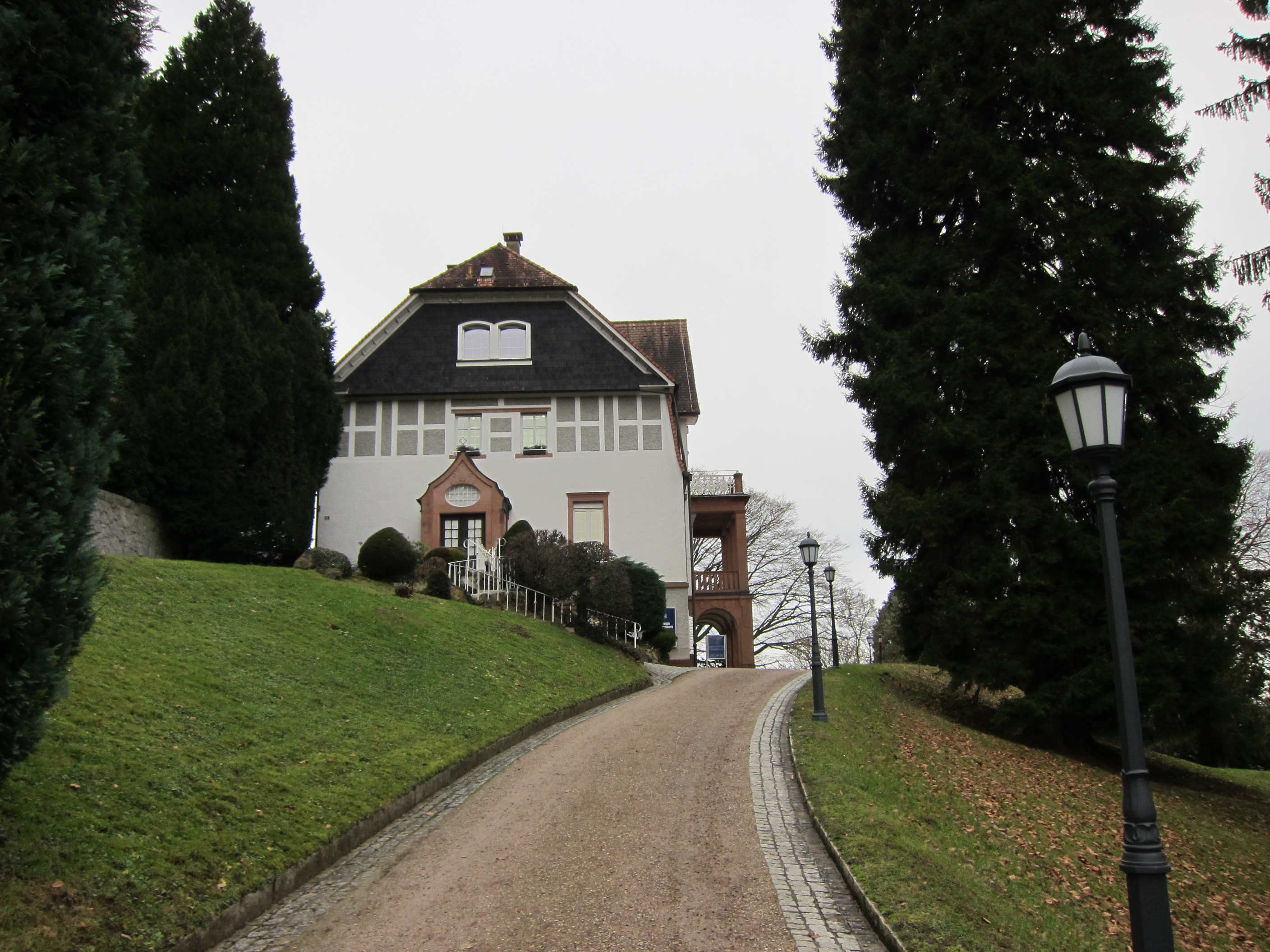
Haus auf der Höhe

Das Haus auf der Höhe ist ein großbürgerliches Wohnhaus in Jugenheim, heute Seeheim-Jugenheim an der Bergstraße, Helene-Christaller-Weg 13. Es wurde 1861–1863 auf dem Leserberg im Auftrag von Dr. F. W. Müller als Sommerhaus für Carl und Marie Merck errichtet. Seit 2010 beherbergt es das Museum Stangenberg Merck.

## Geschichte
Die ursprünglich klassizistisch anmutende Villa ist mit Sandsteinsockel, verputzten Wandflächen, großem Zwerchhaus auf der Nordseite, zwei Balkonen und einer geräumigen Freitreppe gestaltet. Die zweite Generation der Familie machte das Haus zum dauerhaften Wohnsitz für sich und ihre vier Kinder.
In den Jahren 1903/1904 wurde die Villa nach Plänen des Architekten Heinrich Metzendorf umgebaut und erweitert, es kam zu starken architektonischen Veränderungen. Metzendorf hatte zuvor mehrere Aufträge der Familie Merck in Darmstadt ausgeführt. Das äußere Erscheinungsbild blieb klassizistisch, im Inneren findet man viele Jugendstilelemente.
Beim Umbau zum Museum 2010 wurde das Gebäude grundlegend renoviert und modernisiert, z. B. durch Wärmedämmfenster, der historische Eindruck blieb aber gewahrt.
Zum Haus auf der Höhe gehört ein großer Park, der von der Straße über das Haus hinaus am Berg entlang angelegt ist. Er ist zum Teil mit exotischen Bäumen bepflanzt.